# روبن أوليفيرا (لاعب كرة قدم)
روبن أوليفيرا هو لاعب كرة قدم برتغالي في مركز الوسط، ولد في 14 ديسمبر 1994 في أوليفيرا دي ازميس في البرتغال. لعب مع نادي فييرينسي.

## وصلات خارجية
- روبن أوليفيرا على موقع قاعدة بيانات كرة القدم.إي يو (الإنجليزية)
- روبن أوليفيرا على موقع Soccerway.com (الإنجليزية)
- روبن أوليفيرا على موقع AS.com (الإسبانية)